# Szelényi Lajos
Szelényi Lajos (Kismarton, 1794. június 30. – Tápiószele, 1888. március 25.) orvos.

## Élete
Stessel Lajos néven született. Bécsben szerzett orvosi diplomát. Magánpraxisa mellett több főrendi család háziorvosa volt, köztük a Széchényi családé is Nagycenken. A magyar forradalom hatására nevét egy a 18. században kihalt ősi Hont vármegyei nemesi család nevére (Szelényi) változtatta. A szabadságharc bukása után bécsi házában és vidéki birtokán befogadta a bujkálókat. Az emigrációt jelentős anyagi támogatásban részesítette. 1850-ben letartóztatták és 10 évi várbörtönre ítélték, melyből 5 évet le is töltött Kufstein várában. Szabadulása után eladta ausztriai ingatlanjait. Előbb Pestre költözött, majd Tápiószelén vásárolt birtokot.

## Munkássága
Szelényi Lajos jelentős vagyonát számtalan jótékony célú alapítvány létrehozására fordította. Támogatta a bécsi közkórházat, a Bécsben tanuló magyar diákokat, egyesületüknek elnöke volt. Alapító tagja volt a Bécsi Császári Orvosegyesületnek, mely az ő kezdeményezésére vette fel a kapcsolatot a Budapesti Királyi Orvosegyesülettel. Nagy összegekkel támogatta a magyar orvostudományt. Anyagilag ő tette lehetővé az Orvosi Hetilap indulását.
1842-ben 1500 kötet könyv adományozásával megalapította a Budapesti Orvosegyesület könyvtárát, és alapítványt hozott létre a könyvállomány folyamatos gyarapítása érdekében. Rövidesen újabb 2500, majd magyarországi letelepedése után ismételten 10 000 kötetet adományozott a könyvtárnak.
Végrendeletében a tápiószelei határban lévő földbirtokát örökös alapítványképpen az Országos Magyar Gazdasági Egyesületnek adományozta. A Mintagazdasági Tanintézeti Alapítvány célja a mezőgazdasági szakismeretek terjesztése, a tudományos eredmények gyakorlatban való kipróbálása, és a gyakorlati eredményeknek a gazdálkodókkal való megismertetése. Az alapítvány birtokán ezért mezőgazdasági kísérletek és továbbképzés folyt. Szelényi Lajos e célkitűzéseit egyenes ági rokona, Szelényi Ferenc orvos, talajbiológus követendő példának tartotta mezőgazdasági pályafutása során.
Szelényi Lajos fő tudományos műve a skorbutról írt disszertációja.